# Siergiej Pietrow (piłkarz)
Siergiej Andriejewicz Pietrow (ros. Сергей Андреевич Петров; ur. 2 stycznia 1991 w Nikolskojem) – rosyjski piłkarz grający jako boczny obrońca.

## Kariera piłkarska
Wychowanek lokalnych drużyn obwodu leningradzkiego. W wieku 15 lat trafił do szkółki Zenitu Petersburg.
W sezonie 2010/11 był w kadrze Zenitu na Ligę Europy, jednak nie zagrał w żadnym meczu. Zadebiutował w Priemjer-Lidze 13 marca 2011 w meczu z Terekiem Grozny.
Latem 2011 roku został zawodnikiem klubu Krylia Sowietow Samara.
W grudniu 2012 podpisał kontrakt z FK Krasnodar.
Znalazł się w kadrze rosyjskiej Sbornej U-21 na Młodzieżowe ME 2013. W 2016 zadebiutował w głównej reprezentacji.